# Дечачка група
Дечачка група (енгл. boy band) је вокална група која се састоји од младих мушких певача, обично у тинејџерским или двадесетим годинама у време формирања. Дечачке групе углавом изводе љубавне песме које су намењене девојкама и младим женама. Јужнокорејске дечачке групе обично такође сачињавају и репери.
Будући да су вокалне групе, већина чланова момачких група не свира музичке инструменте, било на снимању или сцени. По концепту су слични девојачким групама. Популарност дечачких група достигла је врхунац три пута: прво од 1960-их до 1970-их (нпр. The Jackson 5 и The Osmonds); други пут током касних 1980-их, 1990-их и 2000-их, када су групе као што су New Kids on the Block, Take That, Backstreet Boys, NSYNC, Boyzone, Five, A1, O-Zone и Westlife доминирале светским топ-листама; и последњи пут од 2010-их до данас, са појавом група као што су One Direction, The Wanted, Big Time Rush и The Vamps, као и кеј-поп групе као што су BTS, Exo, Ateez и Cravity.